# Jenga World Tour
Jenga World Tour es un videojuego de Wii publicado por Atari, el cual está basado en el popular juego Jenga. Usa la modalidad de juego de un Jenga, es decir, el Wiimote hace el papel de una mano humana.

## Desarrollo
El juego fue anunciado por Atari el 6 de julio de 2007 Después de una vista previa del juego en el mes de julio de 2007, GameSpot mencionó, "... no estamos convencidos de que el juego terminado sea tan divertido como 54 bloques de madera."

## El Juego
Jenga World Tour utiliza la jugabilidad de un Jenga de mesa común, pero añade diferentes cambios en el juego. Algunos de los escenarios que se han incluido son:
- Nepal: los bloques son de hielo, lo que hace el agarre de los bloques más difícil.
- China: hay una vid que impide el movimiento de algunos bloques.
- Selva Prehistórica de Zambia: hay dinosaurios que agitan la torre hasta hacerla caer.[3]

Este aspecto del juego ha sido criticado por varios reviews.

## Recepción
Jenga World Tour fue criticado por su horrible sistema de física y rip-off de precios.
| Revista o Sitio Web | Puntaje      |
| ------------------- | ------------ |
| Loaded              | 1.5 sobre 10 |
| IGN                 | 1.7 sobre 10 |
| GameShark           | D-           |
| GameSpot            | 2.0 sobre 10 |